# Conus sukhadwalai
Conus sukhadwalai is een in zee levende slakkensoort uit het geslacht Conus. De slak behoort tot de familie Conidae. Conus sukhadwalai werd in 1983 beschreven door Röckel & da Motta. Net zoals alle soorten binnen het geslacht Conus zijn deze slakken roofzuchtig en giftig. Zij bezitten een harpoenachtige structuur waarmee ze hun prooi kunnen steken en verlammen.